# 249 f.Kr.

## Händelser

### Efter plats

#### Romerska republiken
- I slaget vid Drepanum anfaller romarna, under konsulerna Publius Claudius Pulchers och Lucius Iunius Pullus befäl, den karthagiska flottan, under Adherbals befäl, i hamnen vid Drepanum (nuvarande Trapani på Sicilien). Romarna lider ett svårt nederlag och förlorar 93 av sina 123 fartyg.
- Efter de romerska styrkornas förkrossande nederlag vid Drepanum tvingas Publius Claudius Pulcher erlägga 120 000 åsnor i böter, medan hans kollega Lucius Iunius Pullus begår självmord. Aulus Atilius Calatinus utnämns därefter till diktator och leder en armé till Sicilien, vilket blir första gången en diktator leder en romersk armé utanför italienska halvön. De romerska styrkorna vid Lilybaeum undsätts och Eryx, nära Drapana, intas.